# Maa Ngala
Dans la cosmogonie bambara, Maa Ngala est le Dieu créateur de toute chose, qu'il crée au moyen de la parole, force fondamentale qui émane de lui. 